# Andrew Robinson
Andrew Jordt «Andy» Robinson (Nueva York, 14 de febrero de 1942)  es un actor y director de cine y televisión estadounidense. Se le conoce sobre todo por su interpretación del asesino en serie apodado «Scorpio» en la película policíaca Harry el Sucio (1971), aunque ha interpretado otros papeles, incluyendo el del detective Monte en Cobra (1986), el de Larry Cotton en la película de terror Hellraiser (1987) y el de Elim Garak en la serie de televisión Star Trek: Deep Space Nine (1993–1999).
Robinson estudió en la Universidad de Nuevo Hampshire, después de recibir su licenciatura en inglés de la New School for Social Research en Nueva York. Al graduarse obtuvo una beca que le permitió ser beneficiario del programa Fulbright, beca con la que pasó un año en Inglaterra, en la Academia de Londres de Música y Arte Dramático. A lo largo de los años 1960 y 1970, Robinson interpretó una amplia variedad de papeles en teatro, cine y televisión. Entre ellos figuran el infame asesino Scorpio en Harry el Sucio (1971), una temporada en la serie de televisión Ryan Hope (1975) que le valió una nominación al Emmy, y el papel protagonista en una película para televisión, Liberace.
Fue elegido para interpretar a Elim Garak, como invitado permanente, en la serie Star Trek: Deep Space Nine (1993–1999), donde apareció en 37 episodios.
En la década de los noventa Robinson ayudó a fundar la compañía de teatro The Matrix (The Matrix Theatre Company), en Los Ángeles. Además de actuar en varos montajes de la compañía, en 1995 y 1996 su dirección de Fin de partida y The Homecoming en The Matrix le valió dos premios de teatro del Círculo de Críticos de Los Ángeles. Esto lo llevó a debutar como director en el medio televisivo en Star Trek: Deep Space Nine (1993), después de lo cual pasó a dirigir episodios de Star Trek: Voyager (1995). En el período 1997-1998, como director de proyectos en The Matrix, dirigió las obras Dangerous Corner y A Moon for the Misbegotten.